# کبالت(II) کلرید
کلرید کبالت (II) (به انگلیسی: Cobalt(II) chloride) با فرمول شیمیایی CoCl۲ یک ترکیب شیمیایی با شناسه پاب‌کم ۳۰۳۲۵۳۶ است. که جرم مولی آن 129.839 g/mol (anhydrous) 165.87 g/mol (dihydrate)
237.93 g/mol (hexahydrate) می‌باشد. 